# Planckův náboj
Ve fyzice je Planckův náboj, označovaný {\displaystyle q_{\text{P}}}, jednou ze základních jednotek v soustavě přirozených jednotek nazývaných Planckovy jednotky. Jde o množství elektrického náboje, definované z hlediska základních fyzikálních konstant.
Planckův náboj je definován jako:

{\displaystyle q_{\text{P}}={\sqrt {4\pi \epsilon _{0}\hbar c}}={\frac {e}{\sqrt {\alpha }}}\approx 1.875\;5459\times 10^{-18}} coulombu,
kde
{\displaystyle c\ } je rychlost světla ve vakuu,
{\displaystyle \hbar } je redukovaná Planckova konstanta,
{\displaystyle \epsilon _{0}\ } je permitivita vakua

{\displaystyle e\ } je elementární náboj
{\displaystyle \alpha \ } je konstanta jemné struktury.
Planckův náboj je {\displaystyle \alpha ^{-1/2}\approx 11.706} krát větší, než je elementární náboj e přenášený elektronem.
Gaussovy cgs jednotky jsou definovány jako {\displaystyle 4\pi \epsilon _{0}=1},v takovém případě má {\displaystyle q_{\text{P}}} následující jednoduchou formu
{\displaystyle q_{\text{P}}={\sqrt {\hbar c}}.}
V teoretické fyzice je obvyklé přijmout Lorentzovy–Heavisideovy jednotky (také známé jako racionalizované cgs). Když jsou přirozené (ħ=1, c=1), připomínají SI systém s {\displaystyle \epsilon _{0}=\mu _{0}=1}. Proto je vhodnější místo toho definovat Planckův náboj jako
 :{\displaystyle q'_{\text{P}}={\sqrt {\epsilon _{0}\hbar c}}={\frac {e}{\sqrt {4\pi \alpha }}}\approx 5.291\times 10^{-19}} coulombu.
Když je náboj měřen v jednotkách {\displaystyle q'_{\text{P}}}, tedy když je {\displaystyle q'_{\text{P}}} nastaveno rovno 1, dostáváme
{\displaystyle \alpha ={\frac {e^{2}}{4\pi }}~,}
což se běžně používá v kvantové teorii pole tak, že e≅0.30282212088.
Naopak v (neracionalizovaných) přirozených cgs jednotkách kde {\displaystyle q_{\text{P}}=1} máme {\displaystyle \alpha =e^{2}}.